# Balduin (Straßburg)
Balduin, nach alter Schreibweise Baldewin, auf Französisch Baudouin (* im 11. Jahrhundert; † 30. Oktober 1100 in Straßburg) war vom 23. August bis zum 30. Oktober 1100 regierender Fürstbischof von Straßburg unter der Herrschaft des im Jahre 1111 Kaiser gewordenen römisch-deutschen Königs Heinrich V. und während des Pontifikats von Paschalis II. Er war allerdings kein kanonischer Bischof, weil er vom Kaiser mit Stab und Ring in sein Amt eingesetzt wurde, ohne die Bestätigung durch den Papstes zu bekommen.

## Leben und Wirken
Aufgrund seiner äußerst kurzen Amtszeit konnte objektiv nichts Nennenswertes aufgezeichnet werden, was manchmal dazu führt, dass er in der Reihenfolge der Straßburger Bischöfe oder in der Geschichtsschreibung wegfällt. In der historischen und diplomatischen Ordnung der Stadt Straßburg steht kurz und bündig in der Originalfassung, dass Balduin «was nuwent sehs wuchen bischof, starp», was durch die Reichschronik Annalista Saxo wie folgt bestätigt wird: Der Straßburger Bischof Otto starb; für ihn wurde Baldwin eingesetzt, der zwei Monate lebte und starb.
Im Grunde stand seine Ernennung in der Kontinuität der bisher gespannten, kaiserfreundlichen Politik im Rahmen des Investiturstreits und sein Nachfolger Kuno konnte in dieser Hinsicht keine Wende hervorrufen. Im Streit mit dem Papst beanspruchte der Kaiser die Ernennung der Bischöfe gegenüber dem Papst. Der Kampf gegen die Simonie war in Rom nach dem Tod des unnachgiebigen Gregor VII. Priorität geworden, so dass die eigenmächtige Besetzung des Bischofssitzes durch Heinrich V. nur auf großen Widerstand seitens des Papstes stoßen konnte. Der Heilige Stuhl weigerte sich, in diese unilateral vollzogene Ernennung einzuwilligen. Das Chorherrenstift von Straßburg lehnte Balduins Bestallung ebenfalls ab. Heinrich V. verharrte aus politisch-taktischen Gründen in seinem Entschluss, und Balduin konnte sein Amt vor diesem ungünstigen Hintergrund antreten.